# 布洛克湖
布洛克湖（英語：Block Lake），是南極洲的湖泊，位於南喬治亞群島，在1990年由英國南極名稱諮詢委員命名，在1990年由英國南極名稱諮詢委員命名，由英國海外領土管轄。